# Direção de Aprovisionamento do Estado
A Direção de Aprovisionamento do Estado (DAE) foi, entre 1927 e 2006, o serviço público encarregado das compras e abastecimento do Estado do Chile. Foi substituído pela Direção de Compras e Contratação Pública (ChileCompra) segundo a lei N° 19.886 de compras públicas (29 de agosto de 2003).  
Para o sistema de saúde pública, as funções de compra e a abastecimento são efetuadas pela Central Nacional de Abastecimento.
O edifício da administração, construído entre 1928 e 1945, ocupado pela DAE foi declarado monumento histórico em 2001. Sendo posteriormente reformado e ocupado pela Biblioteca de Santiago. 